# Ilegalidade da propriedade urbana
A ilegalidade da propriedade é o termo utilizado em urbanismo para descrever a situação de irregularidade na posse de áreas urbanas públicas ou privadas ocupadas por moradores, que se caracteriza pela ausência por parte deles de título de propriedade. Em geral, tal situação pode ser identificada em áreas de invasão e assentamentos informais/ilegais, como as favelas, e se caracteriza como umas das informalidades mais significativas do solo por gerar segregação social e degradação ambiental.
Devido à clandestinidade, existem poucos dados a respeito do mercado imobiliário informal quando comparados ao mercado imobiliário formal,cujas informações podem ser obtidas através de dados cadastrais, contratos de compra e venda e outros registros imobiliários, anúncios em jornais e periódicos, processo de aprovação legal ou estudos de avaliação.
No Brasil, a Constituição Federal de 1988, no art. 5º, XXII, garante o direito de propriedade (imóvel, móvel, publica, privada, rural, urbana, intelectual, financeira, industrial, etc.) com desenvolvimento urbano e a questão social do direito urbanístico através da formulação de políticas de ordenamento territorial nas quais os interesses individuais dos proprietários necessariamente coexistam com outros interesses sócias, culturais e ambientais de outros grupos e da sociedade como um todo.
A Constituição Federal em seus Artigos 182 e 183, que se referem à Política de Desenvolvimento Urbano, conforme diretrizes gerais fixadas em lei, tem por objetivo ordenar o pleno desenvolvimento das funções sociais da cidade e  garantir o bem-estar de seus habitantes. Neste contexto destaca-se o direito a uma moradia de qualidade, bem como políticas associadas à qualidade de vida urbana.

## Causas
A questão da ilegalidade decorre tanto do baixo rendimento de uma grande parcela da população urbana, quanto da reduzida oferta de terras acessíveis a essa parcela da população pelo  mercado imobiliário formal, pois os empreendedores imobiliários não têm interesse nem incentivos para investir nesse segmento do mercado. Grande parcela da população brasileira vive em lugares como cortiço, favelas, loteamentos clandestinos e irregulares, ou ocupam conjuntos habitacionais ocupados de forma irregular e sob ameaças de despejo. Devido a uma serie de situações, a população de menor renda tende a ocupar esses espaços mais “baratos” e,em geral, desprovidos de infraestrutura básica (saneamento, equipamentos públicos) e outros serviços que prestados às populações de maior renda e que ocupam as melhores localizações na cidade.

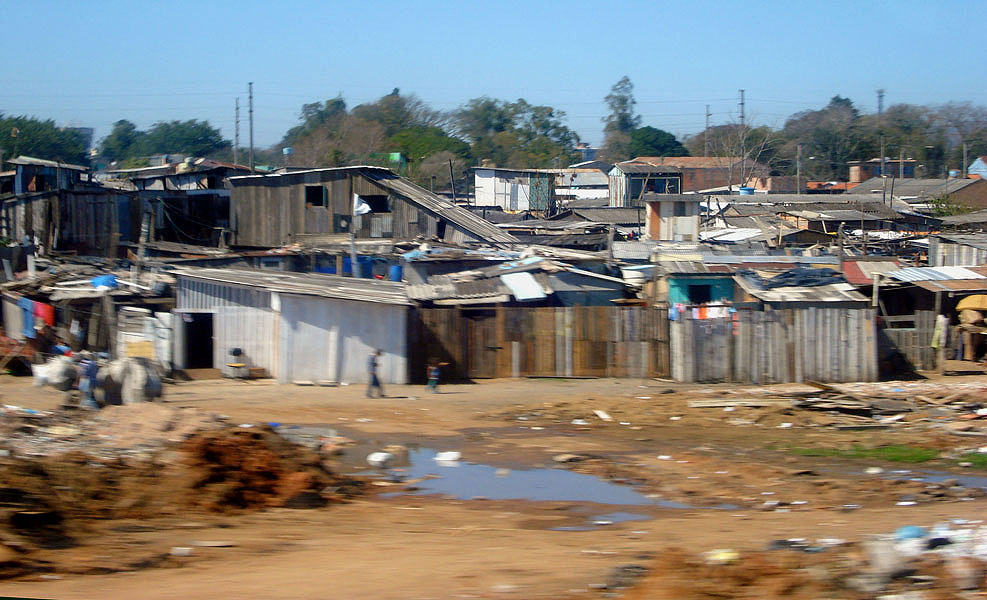
Ausência de saneamento básico, um problema comum em áreas ilegais.

Nos países em desenvolvimento, o acesso ilegal/informal e inadequado ao solo e à moradia acaba se tornando mais a regra do que exceção. A maioria das cidades brasileiras convive, cotidianamente, com limitações e dificuldades institucionais no controle do solo urbano. Áreas e construções que deveriam seguir as leis/direitos urbanístico são os primeiros a contribuir para a ilegalidade tendo obras sem alvará, ocupação irregular dos passeios, reduzido números de fiscais, cadastro imobiliário desatualizado, etc.

## Políticas de mitigação
No Brasil, a ilegalidade da propriedade do solo urbano vem ganhando, nas ultimas décadas, destaque nas discussões urbanas e muitas cidades têm tentado implantar políticas de regularização para os moradores de favelas, visando promover a urbanização das áreas e os diretos dos moradores.
Dentre as políticas públicas recentes, destaca-se o Programa “Minha casa Minha vida”, cujo objetivo principal é retirar a população das áreas de risco, reduzir o déficit de habitação e de moradias irregulares e/ou ilegais, tendo como foco a melhora da condição de vida, o meio ambiente e o custo beneficio.

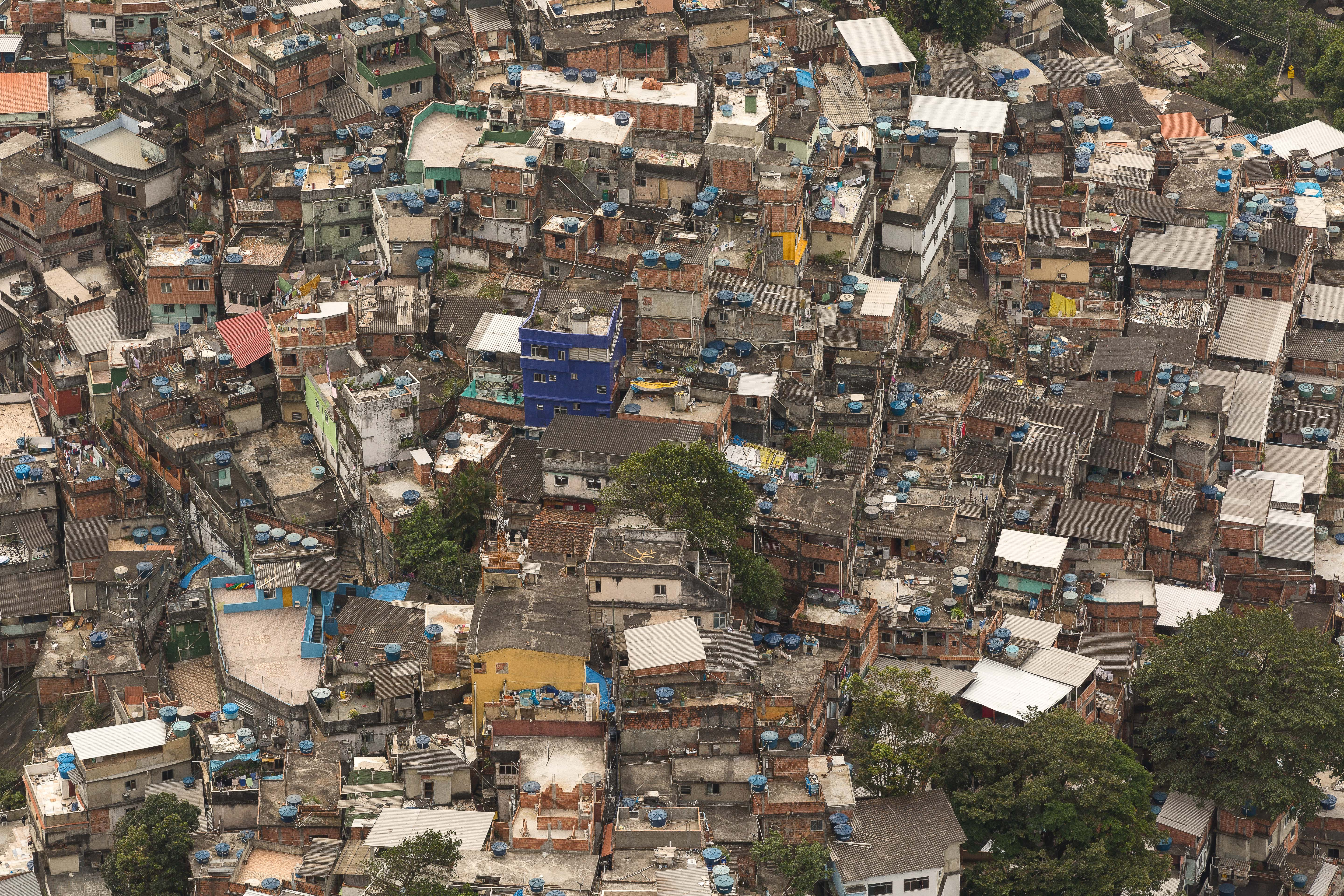
Favela da Rocinha (Rio de Janeiro), um exemplo de assentamento informal.